# Društvo pravičnih in složnih pesti
Društvo pravičnih in složnih pesti (kitajsko 義和拳, 义和拳, pinjin Yìhéquán; I-Ho Ch'üan), bolj znano kot boksarji, je bilo tajno društvo na severu Kitajske, ki je izvedlo boksarsko vstajo od leta 1899 do 1901. Gibanje so sestavljale neodvisne lokalne vaške skupine, od katerih so mnoge skrivale svoje članstvo, zato je skupno število članov težko ugotoviti. Društvo je imelo morda celo 100.000 članov. Boksarji so na začetku napadli svojo vladajočo dinastijo Čing in jo nato kmalu pozvali,  naj se upre tujemu vplivu. Poleti 1900 so skupine boksarskih borcev uničevale tujo lastnino, kot so bile železnice in telegrafske napeljave, in pomorile več krščanskih misijonarjev in kitajskih kristjanov. Podprli so cesarico vdovo Ciši, ki je tujcem napovedala vojno, kar je sprožilo napad združene vojske osmih zavezniških držav. Upor v Pekingu je bil zatrt in se v manjšem obsegu nadaljeval po celi Kitajski. 

## Izvor
Med vladavino dinastije Čing so pogosto imele pomemben vpliv in moč nedržavne tajne združbe, kot sta bili Društvo dolgih mečev in Društvo belega lotosa. Te skupine so prek svojih oboroženih članov pogosto izkoriščale pomanjkanje reda v številnih delih Kitajske in divjo korupcijo, ki je združbam omogočala delovanje tudi na območjih, ki jih je dobro nadzirala vlada.  
Kitajski boks ji-he, kot so ga pozneje prakticirale Pravične in složne pesti, je bil znan že dolgo pred samim gibanjem. Vlada Činga je že leta 1779  preiskovala govorice, da mož po imenu Jang vadi ta slog borilnih veščin v okrožju Guan v Šandongu, vendar državne oblasti tega takrat niso mogle potrditi.
Gibanje boksarjev je izviralo iz Šandonga in Hebeja. Cilj gibanja je bil   z nasiljem  zmanjšati vladni vpliv po vsej Kitajski. Cilj se je kmalu razširil  na odpravljanje tujega vpliva, za katerega se je takrat štelo, da je že prodrl v kitajsko državo. Skupina je bila v tem času tesno povezana z drugimi tajnimi združbami v svojih prizadevanjih za odstranitev kristjanov, kar je razvidno iz napadov 4. julija 1896 na nemške misijonarje v regijah zahodnega Šandonga, ki so jih kasneje nadzirali boksarji.
Gibanje se je na teh območjih začelo sredi 1880. let z različnimi skupinami s podobnimi cilji in lokalnimi vplivi. Takšni sta bili skupini Džang Dečenga v Hebeju in Džu Hongdenga v Šandongu. Oba voditelja sta vodila majhni, a predani skupini pod svojim neposrednim  nadzorom. Te majhne skupine so služile kot lokalni izvajalci prizadevanj boksarjev za nadzor nad prebivalstvom in omejitev vpliva vlade in tujcev, zlasti kristjanov. 
Leta 1898 sta prej ločeni skupini boksarjev v Šandongu in Hebeju dobili  bolj neposredno vodstvo in vzpostavili hierarhijo v obliki činov. Skupini sta se preimenovali v Pest slivovih cvetov. Po letu 1898 sta se imenovali Pest harmonije in pravičnosti.
23. maja 1898 je cesar Guangšu izvedel preiskavo nemirov v mejni regiji Šandong-Džili, ki so jih sprožile domnevne Skupine narodne pravičnosti. Pod njihovim  poveljstvom je bilo morda 10.000 oboroženih boksarjev. Cesarski vojski, ki naj bi zadušila upor, je poveljeval Džang Rumej. Slednji je vladi poročal, da je skupina majhna in v regiji ni težav. 
Gibanje so sestavljali predvsem kmetje, katerim se je pridružila nezaposlena mladina, propadli obrtniki in odpuščeni delavci. Med njimi so bili tudi odpuščeni cesarski vojaki in lokalni miličniki.

## Konflikt
Marca 1898 so boksarji začeli agitirati prebivalstvo na ulicah s sloganom "Podprite Čing, uničite tujce!". Njihov glavni vodja je bil Cao Futjan. Druga voditelja v provinci Džili sta bila Lju Čengšjang in Džang Dečeng. 
Po bitki s cesarskimi četami oktobra 1899 so se boksarji osredotočili predvsem na misijonarje in krščanske dejavnosti, ki so veljale za "omadeževanje čistosti kitajske kulture".  Vlada je bila razdeljena glede tega, kako se odzvati na dejavnosti boksarjev. Konservativni element dvora jim je bil naklonjen. Princ Duan, goreč zagovornik njihovih idej, je organiziral srečanje med Caom in cesarico vdovo Ciši. Na srečanju je prestolonaslednik v znak podpore nosil celo uniformo boksarjev.
V začetku junija 1900 je prišlo v Peking približno 450 vojakov zavezništva osmih držav, da bi osvobodili predstavništva tujih držav, ki so jih oblegali boksarji in cesarska vojska. Boksarji so takrat s podporo cesarske vojske dosegli višek svoje moči. V Pekingu so bili uradno postavljeni pod poveljstvo članov dvora. 
Osvoboditvi predstavništev tujih držav je sledilo ropanje in pokol boksarjev. Vojska osmih zavezniških držav jih je zdesetkala. Po spopadu je cesarica vdova Ciši v znak sprave s tujci ukazala, da se uniči še preostale boksarje.